# Димитър Филдишев
Димитър Филдишев (Филджиев) е български революционер, деец на Вътрешната македоно-одринска революционна организация.

## Биография
Димитър Филдишев е роден през 1873 година в Охрид, тогава в Османската империя. Присъединява се към ВМОРО през януари 1903 година като четник, а след това като секретар в четата на войводата Парашкев Цветков.
Димитър Филдишев загива с цялата чета на Парашкев Цветков в битка на 21 (8) май 1903 година край село Могила.